# Большое Андрейково (Нерехтский район)
Большое Андрейково — деревня в Нерехтском районе Костромской области. Входит в состав Волжского сельского поселения.

## География
Находится в юго-западной части Костромской области на расстоянии приблизительно 22 км на восток-северо-восток по прямой от районного центра города Нерехта.

## История
Известно с 1897 года, в 1907 году отмечен был 71 двор.

## Население
Постоянное население составляло 303 человека (1897), 468 (1907), 22 в 2002 году (русские 100 %), 14 в 2022.